# Oficial de justiça
Oficial de justiça é a designação genérica dos magistrados e outros funcionários judiciais. Hoje em dia, dá-se a designação específica de "oficial de justiça" ao servidor público concursado do Poder Judiciário, dotado de fé pública, que, com a sua atuação, materializa a aplicação da lei ao caso concreto. Assim, o oficial de justiça é peça fundamental à prestação jurisdicional e uma função essencial à justiça, pois de nada adiantariam as decisões judiciais se não existisse quem as fizesse cumprir.

## História
A função do oficial de justiça como auxiliar da justiça perpassou vários períodos históricos. Desde os tempos bíblicos do Antigo Testamento, havia notícias de que o rei Davi nomeara 6.000 oficiais de justiça para estarem à disposição dos juízes, principalmente em casos penais e religiosos. No direito romano, base das instituições jurídicas modernas ocidentais, eram os aparitores, lictores e "executores" que auxiliavam juízes e legisladores em atos e em sentenças processuais. 
Na Inglaterra medieval, o principal oficial de justiça de cada condado administrativo (shire) era designado sheriff, termo resultante da contração de shire reeve e que se poderia traduzir como "oficial de justiça do condado". No século XII, o território de Inglaterra era percorrido por grupos de juízes itinerantes, de confiança do Rei, que se ocupavam em resolver todas as espécies de processos locais que lhe interessavam politicamente. Andes da deslocação dos juízes a cada condado, era enviado ao sheriff local um mandado (writ) para que este convocasse os homens mais importantes da região para o dia em que estava prevista a audiência dos juízes.
Entretanto, foi durante o processo de formação dos estados nacionais modernos que os oficiais de justiça foram adquirindo posições e funções mais definidas. Essas transformações não ocorreram de forma uniforme em todo os estados, mas sim, de acordo com a especificidade de cada época e de cada sociedade. 
Historicamente, em Portugal e mais tarde também nos territórios portugueses ultramarinos, o meirinho (do latim maiorinu, significando "o maior") constituía o principal oficial de justiça. O rei D. Afonso II - terceiro Monarca de Portugal, reinando entre 1212 e 1223 - dedicou-se ao fortalecimento do poder real e restringiu privilégios da nobreza ao estabelecer uma política de centralização jurídico-administrativa inspirada em princípios do direito romano, que consistia na supremacia da justiça real em relação à senhorial e a autonomia do poder civil sobre o religioso.
Uma das medidas tomadas por D. Afonso II foi a nomeação dos primeiros meirinhos-mores para cada uma das comarcas em que se subdividia o Reino. O meirinho-mor era o principal magistrado da Coroa na sua área de jurisdição e era ali encarregado de garantir a intervenção do poder real na esfera judicial. Por sua vez, cada meirinho-mor tinha à sua disposição outros meirinhos, que cumpriam suas ordens ao realizarem diligências. Os meirinhos-mores das comarcas passaram, posteriormente, a designar-se corregedors. Passou contudo a existir um único meirinho-mor na corte, que era o magistrado responsável por aplicar a justiça aos nobres no local onde o Rei e a corte real se encontrassem. Por sua vez, mantiveram-se os restantes meirinhos, como oficiais de justiça às ordens de diversos magistrados da Coroa (corregedores e provedores) e tribunais régios, que eram responsáveis por prender, citar, penhorar e executar outros mandados judiciais. Para além das autoridades régias, também certas autoridades senhoriais (como os ouvidores) e eclesiásticas (como os vigários-gerais) tinham à disposição os seus próprios meirinhos. Os magistrados locais das diversas cidades, vilas e outras localidades (juízes de fora, juízes ordinários e juízes pedâneos) tinham também os seus próprios oficiais de justiça, com funções equivalentes aos dos meirinhos, mas que eram designados "alcaides".

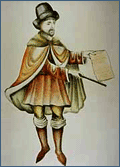
Oficial de Justiça da Idade Média.

Um dos livros das Ordenações Filipinas - consideradas a espinha dorsal jurídica de Portugal e também do Brasil após independência, entre 1603 e os finais do século XIX - enumerava as atribuições dos meirinhos. Havia o meirinho-mor, hoje denominado Corregedor de Justiça, e que "...deveria ser homem muito principal e de nobre sangue (...) ao meirinho-mor pertence pôr em sua mão, um meirinho que ande continuamente na corte, o qual será seu escudeiro de boa linhagem, e conhecimento bom." (Livro I, título 17).
O oficial de justiça, recebia a denominação de "meirinho que anda na corte", uma alusão à sua árdua tarefa de percorrer a pé ou a cavalo as diversas regiões do reino no cumprimento de diligências criminais, como as prisões (meirinho das cadeias):
"... e antes que os leve a cadeia, leva-los-a perante o corregedor. E geralmente prenderá todos aqueles que o corregedor lhe for mandado ou por quaisquer oficiais nossos, por alvarás por eles assinados, no que a seus ofícios pertencer e poder tiverem para mandar prender", mas também diligências cíveis "...e irá fazer execuções de penhora, quando lhe for mandado pelo corregedor ou por outro juiz com escrivão. E levará o meirinho de cada penhora e execução, sendo na cidade de Lisboa e seus arrabaldes, 300 réis à custa da parte condenada para ele e para seus homens." (Livro 1, Título XXI).
Curioso também é observar do uso de armas no cumprimento de mandados judiciais, conforme título 57 do Livro I das Ordenações Filipinas: “Ordenamos que todos os Tabelliaes das Notas... e Meirinhos dante elles, cada hum destes seja obrigado a ter, e tenha continuadamente comsigo couraças e capacete, lança e adarga (escudo oval de couro), para quando cumprir nas cousas de seus Officios e por bem da Justiça com as ditas armas servirem...sob pena de qualquer destes, assi da Justiça, como da Fazenda, aqui declarados, que as ditas armas não tiver, perder por o mesmo caso seu Officio, para o darmos a quem houvermos por bem.”
Conforme o artigo publicado pelo Professor Marcelo Cedro: "O termo português meirinho veio do latim maiorinus, derivado de maior, magnus, significando grande. Assim, embora pareça que seja um termo pejorativo ou diminutivo ao passar a ideia de reduzir a importância do Oficial de Justiça, tratava-se de um adjetivo respeitável àquela época, sendo também uma denominação atribuída ao Corregedor nomeado pelo rei. Desde então, com o passar dos anos, muitas palavras e expressões caem em desuso. O termo meirinho, embora tenha significado respeitável e seja reconhecido pelo seu passado, dá uma impressão diminutiva quando é mencionado. Já o termo Oficial de Justiça parece alojar ética, dinamismo, coragem e dignidade e outras qualidades inerentes a este profissional respeitável".

## Bíblia

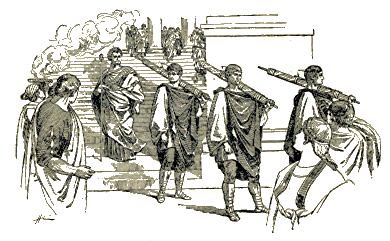
Lictores romanos.

No capítulo 5, versículos 25 e 26 do Novo Testamento Bíblico (capítulo este conhecido como o Sermão da Montanha), vemos uma referência à profissão do Oficial de Justiça (a título de exemplo histórico) feita por Jesus de Nazaré enquanto fazia sua pregação:
"25  Entra em acordo sem demora com o teu adversário, enquanto estás com ele a caminho, para que o adversário não te entregue ao juiz, o juiz, ao oficial de justiça, e sejas recolhido à prisão.
26  Em verdade te digo que não sairás dali, enquanto não pagares o último centavo.
É claro que, pelo contexto exegético, a passagem trata sobre a pregação de uma vida que agrada a Deus. Jesus não tinha o objetivo de pregar sobre o oficialato.
Interessante também, é que, na Bíblia, existe mais uma referência ao oficialato em Atos dos Apóstolos, Capítulo 16, do versículo 35 ao 40. Este capítulo trata sobre a prisão do apóstolo Paulo e Barnabé na cidade de Tiatira (uma das colônias gregas na época, a qual fazia parte do Império Romano):
25 Quando amanheceu, os pretores enviaram oficiais de justiça, com a seguinte ordem: Põe aqueles homens em liberdade.
36  Então, o carcereiro comunicou a Paulo estas palavras: Os pretores ordenaram que fôsseis postos em liberdade. Agora, pois, saí e ide em paz.
37  Paulo, porém, lhes replicou: Sem ter havido processo formal contra nós, nos açoitaram publicamente e nos recolheram ao cárcere, sendo nós cidadãos romanos; querem agora, às ocultas, lançar-nos fora? Não será assim; pelo contrário, venham eles e, pessoalmente, nos ponham em liberdade.
38  Os oficiais de justiça comunicaram isso aos pretores; e estes ficaram possuídos de temor, quando souberam que se tratava de cidadãos romanos.
39  Então, foram ter com eles e lhes pediram desculpas; e, relaxando-lhes a prisão, rogaram que se retirassem da cidade.
40  Tendo-se retirado do cárcere, dirigiram-se para a casa de Lídia e, vendo os irmãos, os confortaram. Então, partiram.
Neste caso, observa-se claramente a aplicação do Direito Romano. Por terem sido presos sem motivo aparente, pois a prisão fora devida à expulsão de um demônio (o que não tinha nada de ilegal), Paulo, além de ser cidadão romano e conhecedor da lei, invoca seus direitos. Aparece então a figura dos pretores, que eram os magistrados, à época do Império Romano. Estes, após verem a ilegalidade da prisão, mandam relaxá-la imediatamente. Nota-se assim, a semelhança com o ordenamento jurídico brasileiro (princípios constitucionais, direitos e garantias fundamentais).
Na Carta Magna do Brasil destacam-se, neste caso, os incisos LIV (Teoria do Processo) e LXV (prisão ilegal), ambos do artigo 5º da Constituição de 1988:
LIV - ninguém será privado da liberdade ou de seus bens sem o devido processo legal;
LXV - a prisão ilegal será imediatamente relaxada pela autoridade judiciária.

## Literatura
No início do primeiro capítulo do LIVRO: Memórias de um Sargento de Milícias – romance de Manoel Antônio de Almeida – de 1854, tem-se um registro histórico e cultural dos meirinhos (oficiais de justiça) daquela época:
“Era no tempo do rei. Uma das quatro esquinas que formam as ruas do Ouvidor e da Quitanda, cortando-se mutuamente, chamava-se nesse tempo — O canto dos meirinhos —; e bem lhe assentava o nome, porque era aí o lugar de encontro favorito de todos os indivíduos dessa classe (que gozava então de não pequena consideração).
Os meirinhos de hoje não são mais do que a sombra caricata dos meirinhos do tempo do rei; esses eram gente temível e temida, respeitável e respeitada; formavam um dos extremos da formidável cadeia judiciária que envolvia todo o Rio de Janeiro no tempo em que a demanda era entre nós um elemento de vida: o extremo oposto eram os desembargadores.
Ora, os extremos se tocam, e estes, tocando-se, fechavam o círculo dentro do qual se passavam os terríveis combates das citações, provarás, razões principais e finais, e todos esses trejeitos judiciais que se chamava o processo. Daí sua influência moral. Mas tinham ainda outra influência, que é justamente a que falta aos de hoje: era a influência que derivava de suas condições físicas.
Os meirinhos de hoje são homens como quaisquer outros; nada têm de imponentes, nem no seu semblante nem no seu trajar, confundem-se com qualquer procurador, escrevente de cartório ou contínuo de repartição. Os meirinhos desse belo tempo não, não se confundiam com ninguém; eram originais, eram tipos: nos seus semblantes transluzia um certo ar de majestade forense, seus olhares calculados e sagazes significavam chicana.
Trajavam sisuda casaca preta, calção e meias da mesma cor, sapato afivelado, ao lado esquerdo aristocrático espadim, e na ilharga direita penduravam um círculo branco, cuja significação ignoramos, e coroavam tudo isto por um grave chapéu armado. Colocado sob a importância vantajosa destas condições, o meirinho usava e abusava de sua posição. Era terrível quando, ao voltar uma esquina ou ao sair de manhã de sua casa, o cidadão esbarrava com uma daquelas solenes figuras, que, desdobrando junto dele uma folha de papel, começava a lê-la em tom confidencial!
Por mais que se fizesse não havia remédio em tais circunstâncias senão deixar escapar dos lábios o terrível — Dou-me por citado. — Ninguém sabe que significação fatalíssima e cruel tinham estas poucas palavras! eram uma sentença de peregrinação eterna que se pronunciava contra si mesmo; queriam dizer que se começava uma longa e afadigosa viagem, cujo termo bem distante era a caixa da Relação, e durante a qual se tinha de pagar importe de passagem em um sem-número de pontos; o advogado, o procurador, o inquiridor, o escrivão, o juiz, inexoráveis Carontes, estavam à porta de mão estendida, e ninguém passava sem que lhes tivesse deixado, não um óbolo, porém todo o conteúdo de suas algibeiras, e até a última parcela de sua paciência”.

## Brasil

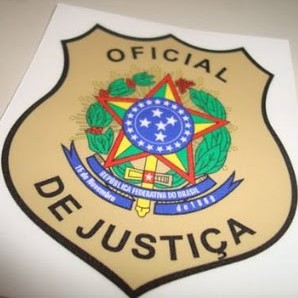
Distintivo de oficial de justiça do Brasil.

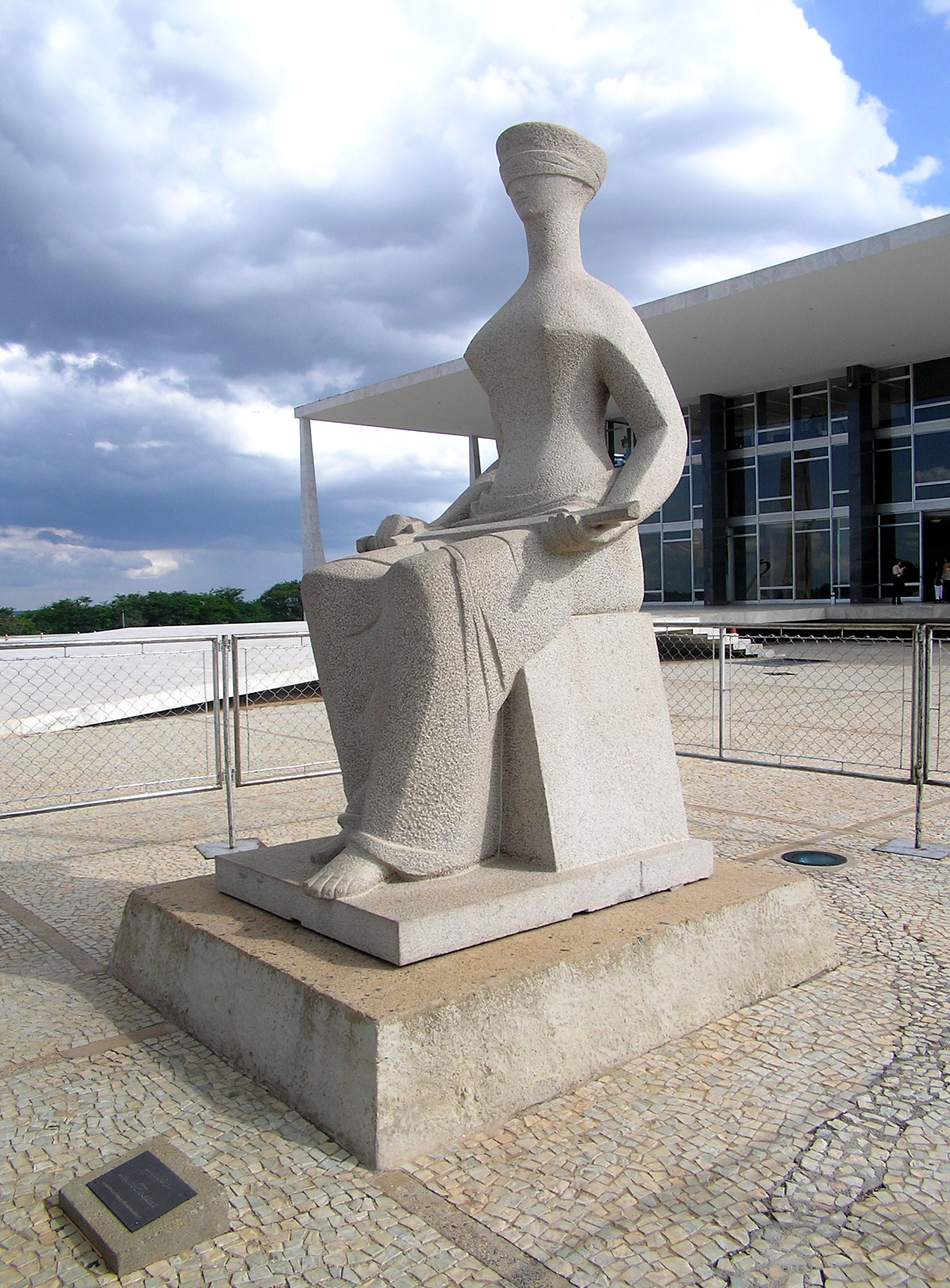
Escultura "A Justiça", de Alfredo Ceschiatti, em frente ao Supremo Tribunal Federal, em Brasília, no Brasil. Segue a tradição de representá-la com os olhos vendados, para demonstrar a sua imparcialidade, e a espada, símbolo da força de que dispõe para impor o direito. Algumas representações da justiça possuem, também, uma balança, que representa a ponderação dos interesses das partes em litígio.

No Brasil, a expressão "Oficial de Justiça" não mais traduz o nome do cargo público ocupado por este servidor, mas sim, a função pública ou especialidade por ele exercida no âmbito do Poder Judiciário da União, do Distrito Federal e dos Estados. Assim, a denominação hoje adotada é a seguinte: Analista Judiciário - Área Judiciária - Oficial de Justiça Avaliador.
O motivo desta alteração é o fato de o Conselho Nacional de Justiça estar implementando a padronização de nomenclaturas junto todas as unidades federativas, para viabilizar o processo de virtualização das ações judiciais. É preciso, por exemplo, que um processo em tramitação no Estado do Amazonas tenha a mesma formatação daquele ajuizado no Estado do Rio Grande do Sul, e isso tem ocorrido de forma progressiva através do chamado PJE - Processo Judicial Eletrônico.
Os Estados Brasileiros aos poucos vêm se adequando aos novos tempos. Vejamos dois exemplos onde a alteração se deu de forma bem sucedida:
a) No Estado do Espírito Santo: Através da Lei Estadual 9.497/10, foi promovida a padronização acima mencionada, de sorte que atualmente quem é responsável pelo cumprimento de mandados judiciais junto à referida unidade federativa é o ANALISTA JUDICIÁRIO -AJ - Oficial de Justiça Avaliador. O fato aponta um avanço, e a confirmação da tendência moderna de uniformidade.
b) No Estado do Pará, a Lei Estadual 6.969/07 traz os regramentos atinentes ao Plano de Carreiras, Cargos e Remuneração dos Servidores do Poder Judiciário da referida unidade. Seu Art. 50, inciso III ainda denota o apego à nomenclatura antiga, fato que deverá ser paulatinamente modificado com o passar dos anos. Com efeito, se trata de uma lei que data do ano de 2007, época em que os debates acerca da padronização ainda estavam em seu início. Em que pese esse fato, a referida legislação já tinha seu mérito: exigia curso superior em direito para os ocupantes do cargo.
Conforme veremos a seguir, posteriormente esta exigência de carreira técnica foi implementada a nível nacional.
É certo, porém, que os Analistas Judiciários - AJ - Oficiais de Justiça Avaliadores vêm se mostrando resistentes a essas recentes mudanças. O principal argumento é no sentido de que elas teriam por escopo igualá-los aos demais serventuários da justiça brasileira, para em seguida haver um movimento de retirada de diversos privilégios inerentes ao cargo.
Os Analistas Judiciários exercentes da função de execução mandados fazem jus a gratificações de risco de vida e indenizações de transporte, além de terem liberdade para cumprir suas cargas horárias semanais fora do ambiente forense, de forma que qualquer mudança gera o medo de que tais privilégios, no futuro, também venham a ser retirados. Assim, tem havido um movimento no sentido de que haja modificação dos regramentos legais, visando o retorno da adoção pura e simples da expressão "Oficial de Justiça Avaliador" visando a manutenção de uma remuneração acima da justificada pela atividade.
No tocante às suas atribuições, é de se destacar que o Analista Judiciário - AJ - Oficial de Justiça Avaliador é o servidor público brasileiro responsável pelo cumprimento de ordens judiciais escritas. É ele quem dá efetividade ao direito, materializando no plano concreto as determinações dos Magistrados. Trata-se do cargo mais importante na classe dos serventuários da justiça, uma vez que, o Analista Judiciário - Execução de Mandados é quem dá efetividade ao processo.
Em termos formais, é retratado pela legislação como um servidor público auxiliar permanente da Justiça Brasileira. A ascensão ao cargo se dá mediante prévia aprovação em concurso público de títulos ou de provas e títulos, sendo, após a nomeação, vinculado ao Poder Judiciário do Estado para o qual prestou o certame. É de se ressaltar que se encontra em tramitação na Câmara dos Deputados a PEC 414/14, cujo objeto é o de incluir na Constituição Federal norma que define os Analistas Judiciários - Execução de Mandados entre os profissionais essenciais ao funcionamento da Justiça, tal qual como hoje já ocorre com os Advogados e Defensores Públicos. Com a aprovação da proposta, será possível visualizar essa classe de servidores como "carreira típica do Estado", o que impedirá uma eventual movimentação em prol de sua extinção.
Os Analistas Judiciários - AJ - Oficiais de Justiça Avaliadores efetivam atos de comunicação processual, avaliações e constrições das mais variadas espécies, através de mandados judiciais. Além disso, receberam do Código de Processo Civil Brasileiro de 2015 uma atribuição adicional: a de contribuição com as atividades de conciliação entre as partes mediante aposição de propostas de acordo por elas ofertadas quando da realização das diligências.

Suas atividades são definidas pelo Código de Processo Civil, pelo Código de Processo Penal e demais leis esparsas brasileiras. Pode-se também mencionar, como fonte secundária, as normas administrativas editadas pelas Corregedorias de Justiça de cada Estado, que tendem a regular situações peculiares, não alcançadas pelo legislador ordinário.
O Conselho Nacional de Justiça - CNJ fortaleceu os Analistas Judiciários - AJ - Oficiais de Justiça Avaliadores de todo o País, eis que passou a uniformizar o entendimento de que o referido cargo só deve ser ocupado por bacharéis em direito. Muito embora a Justiça Federal e a Justiça do Trabalho já exigissem esse pré - requisito de seus servidores, outros Estados da Federação deferiam o ingresso de pessoas que tivessem graduação em qualquer curso superior (isso lamentavelmente ocorreu no Estado do Espírito Santo até seu concurso público realizado em 2004), ou ainda, apenas o ensino médio completo (era a situação perante o Estado de Minas Gerais).
As Indenizações de Transporte e as Gratificações por Atividade com Risco de Vida são uma de suas principais prerrogativas. O oficial de justiça utiliza seu veículo particular, muitas vezes colocando a sua vida e a saúde em risco. Por isso, faz jus a verbas indenizatórias adicionais, denominadas de indenização de transporte e gratificação de risco de vida. Além disso, o Supremo Tribunal Federal tem proferido reiteradas decisões em mandados de injunção, conferindo à classe o direito de aposentadoria especial. Vide, neste aspecto, o Mandado de Injunção nº 833/DF - Informativo STF nº 594.
Já o direito a Porte de Arma é questão mais polêmica. Alguns Estados da Federação editaram leis próprias deferindo à classe o direito de portar arma durante o serviço, sob o fundamento de se tratar de uma atividade de risco. Ocorre, porém, que de acordo com o Supremo Tribunal Federal (AI 636471 RJ - Rel. Min. Carmén Lúcia) tais leis são inconstitucionais, visto que o tema inerente à concessão de porte de arma é matéria de direito penal. Assim, a competência legislativa é privativa da União Federal (Art. 22, I da Constituição da República). As leis estaduais seriam constitucionais apenas se a União editasse uma lei complementar prévia, na forma do Art. 22, parágrafo único da Carta Magna, autorizando os estados a legislar sobre questões específicas.
Contudo, o que se observa é que a União exerceu sua competência legislativa plena ao editar a Lei Federal 10.826/03 (Estatuto do Desarmamento), sem efetuar qualquer delegação aos estados. E o referido diploma hoje constitui um grande óbice à histórica pretensão dos Analistas Judiciários - Execução de Mandados (oficiais de justiça), eis que seu Artigo 6º não autoriza, expressamente, a concessão de porte de arma à classe.
Com esta justificativa, a Polícia Federal tem negado o pedido de concessão de porte de arma para os servidores em comento, forçando-os a ajuizar ações perante o Poder Judiciário, com o escopo de reverter essas decisões administrativas. Em que pese o arcabouço jurídico acima delineado, a jurisprudência tem manifestado tendência de deferir o porte de arma ao Oficial de Justiça, tendo em vista o Art. 18, inciso I do § 2º, da Instrução Normativa Nº 23 de 2005 do Departamento da Polícia Federal. Um exemplo é o acórdão proferido pelo Egrégio Tribunal Regional Federal da 1ª Região nos autos do recurso de agravo de instrumento nº 0025657-56.2012.4.01.0000, onde foi confirmada decisão interlocutória (liminar) que autorizou um servidor desta classe a portar arma de fogo.
A referida Instrução Normativa do DPF entende que como o oficial de justiça exerce atividade de risco por cumprir execuções judiciais, tem, em tese, o direito de portar arma de fogo para sua defesa pessoal. Segundo noticiado pelo Tribunal, a Magistrada teria asseverado que, com base na referida Instrução Normativa da própria Polícia Federal e pelo fato do risco trazido pela atividade: é “notório que o Oficial de Justiça lida diariamente com diversos tipos de situações e cumpre determinações judiciais que podem desencadear reações violentas”. Várias decisões judiciais têm dado deferimento aos pedidos formulados por oficiais de justiça, nesse sentido.
Por fim, são elencados abaixo alguns exemplos dos principais atos processuais praticados pelo Analista Judiciário - Especialidade Execução de Mandados:
1 - as citações, atos pelos quais se dá ciência ao réu, de que uma ação foi ajuizada contra ele;
2 - as intimações, atos pelos quais se dá ciência a uma das partes do processo, de algum acontecimento nele ocorrido (uma audiência designada pelo juiz, por exemplo);
3 - as penhoras, atos de constrição judicial onde o Oficial de Justiça suprime um dos direitos inerentes à propriedade, de forma que ele possa ser utilizado como garantia de efetivação do direito material dentro do processo;
4 - os arrestos, atos semelhantes às penhoras, mas que ocorrem quando o Réu não é encontrado para ser citado. Em outras palavras, o arresto é feito à revelia do Réu, apenas para evitar que ele dilapide seu patrimônio para obstar o direito do autor;
5 - as conduções coercitivas, ato pelo qual o Analista Judiciário - Execução de Mandados solicita auxílio da Polícia Militar a fim de que determinada pessoa seja conduzida imediatamente à presença do Juiz. Tal procedimento tem lugar na hipótese em que o conduzido já foi anteriormente intimado, mas espontaneamente se recusou a comparecer. Daí vem a conclusão: o comparecimento a audiência é obrigatório. Contudo, na presença do juiz, poderá a testemunha dizer que deseja se calar, seja por desconhecer os fatos, seja por não desejar mesmo fornecer informações.
6 - as buscas e apreensões de bens ou pessoas que o Juiz indicar. Tais mandados são considerados de alto risco, pois os bens são retirados do réu/devedor à força. As apreensões de menores de seus pais também são consideradas de alto risco a integridade física dos Analistas Judiciários - Execução de Mandados. Vale ressaltar que a maioria dos casos de homicídios praticados em face a esses servidores ocorrem durante o cumprimento de mandados de busca e apreensão.
Essas são as considerações básicas que poderiam ser feitas acerca do Analista Judiciário - Execução de Mandados, que exerce a função de Oficial de Justiça Avaliador no âmbito do Poder Judiciário da União, Estados e Distrito Federal.

### No Código de Processo Civil de 2015 (brasileiro)
A atividade do oficialato judicial se mostrou indispensável à materialização dos direitos. Visando dar maior celeridade ao processo, garantindo os direitos das partes, a partir do ano 2016, com a vigência do Código de Processo Civil de 2015, o oficial de justiça terá mais uma atribuição: poderá fazer a proposta de autocomposição. Lembrando que a autocomposição tem quatro modalidades: desistência, renúncia, submissão e transação. Destarte, o oficial de justiça será mais um intermediador para a resolução dos litígios judiciais, adquirindo, assim, a função similar à judicante, a qual é exclusiva da magistratura. Com a nova redação trazida pela Lei 13.105/2015:
Art. 154.  Incumbe ao oficial de justiça:
I - fazer pessoalmente citações, prisões, penhoras, arrestos e demais diligências próprias do seu ofício, sempre que possível na presença de 2 (duas) testemunhas, certificando no mandado o ocorrido, com menção ao lugar, ao dia e à hora;
II - executar as ordens do juiz a que estiver subordinado;
III - entregar o mandado em cartório após seu cumprimento;
IV - auxiliar o juiz na manutenção da ordem;
V - efetuar avaliações, quando for o caso;
VI - certificar, em mandado, proposta de autocomposição apresentada por qualquer das partes, na ocasião de realização de ato de comunicação que lhe couber.
Parágrafo único.  Certificada a proposta de autocomposição prevista no inciso VI, o juiz ordenará a intimação da parte contrária para manifestar-se, no prazo de 5 (cinco) dias, sem prejuízo do andamento regular do processo, entendendo-se o silêncio como recusa.

### Dia Nacional do Oficial de Justiça
No dia 4 de agosto de 2015, foi decretado pelo Congresso Nacional e sancionado pela então presidente Dilma Rousseff a lei nº 13.157, que instituiu o dia 25 de março como Dia Nacional do Oficial de Justiça.

### Porte de arma de fogo
A Diretoria Executiva da Polícia Federal (DIREX/PF), no dia 19 de outubro de 2017, expediu a Mensagem Oficial Circular nº 05/2017-DIREX/PF em que recomenda aos Superintendentes Regionais da Polícia Federal, na análise do caso concreto, o deferimento do porte de arma de fogo aos oficiais de Justiça que efetivamente atuam em regiões de alta periculosidade ou cumprem medidas judiciais graves e de risco. Essa foi uma das vitórias da categoria que desde o ano 2012 vinha sofrendo com sucessivos indeferimentos de pedidos junto à Polícia Federal, mesmo havendo respaldo legal. Antes dessa recomendação, para adquirir o porte, o oficial se via obrigado a ajuizar mandado de segurança para ter o seu direito respeitado.
A recomendação confere cumprimento quanto ao disposto no artigo 10 da Lei nº. 10.826, de 22 de dezembro de 2003 e parágrafo segundo do artigo 18 da Instrução Normativa 23/2005-DF/PF.

### A problemática da extinção de Cargos em alguns Estados Brasileiros
A extinção do cargo de oficial de justiça já ocorreu em cinco tribunais de Justiça: TJ-PR,  TJ-SE, TJ-MS, TJ-TO e TJ-AM). Nos demais o cargo continua existindo normalmente, ainda que com variações na organização. A medida é polêmica e causa perplexidade na medida em que nesses tribunais, a função de cumprimento de mandados passa a ser delegada para servidores ocupantes de cargos comissionados ou funções de confiança. Assim, nota-se que há demanda de trabalho, e que as atribuições dos Oficiais de Justiça não estão obsoletas. 
Vozes tem se levantado, portanto, para defender a inconstitucionalidade dessa medida, por burla ao princípio do concurso público previsto no Art. 37, II da CRFB/88.

## Portugal
Em Portugal designam-se por oficiais de justiça os membros de um dos grupos de pessoal dos funcionários de justiça.
Os oficiais de justiça são os funcionários pertencentes aos quadros de pessoal de secretarias de tribunais ou de serviços do Ministério Público. Dentro destes, os oficiais de justiça têm por função a investigação e o apoio à tramitação processual.
O grupo de pessoal oficial de justiça compreende as carreira Judicial e a carreira dos serviços do Ministério Público. Na carreira Judicial existem as seguintes categorias:
1. Secretário de Tribunal Superior;
2. Secretário de Justiça;
3. Escrivão de direito;
4. Escrivão-adjunto;
5. Escrivão auxiliar.

Na carreira dos serviços do Ministério Público existem:
1. Secretário de Justiça;
2. Técnico de justiça principal;
3. Técnico de justiça-adjunto;
4. Técnico de justiça auxiliar.

O ingresso nas categorias de escrivão auxiliar e técnico de justiça auxiliar faz-se de entre indivíduos habilitados com curso de natureza profissionalizante aprovados em procedimento de admissão, ou com curso superior em Técnico Superior de Justiça, licenciatura.
São requisitos gerais de acesso nas carreiras do grupo de pessoal oficial de justiça: a prestação de serviço efectivo pelo período de três anos na categoria anterior, a classificação mínima de Bom na categoria anterior e a aprovação na respectiva prova de acesso.
A Direcção-Geral da Administração da Justiça (DGAJ) é o organismo do Ministério da Justiça a quem compete recrutar, gerir e administrar os funcionários de justiça. Compete também à DGAJ processar as remunerações dos funcionários de justiça e assegurar a sua formação através do Centro de Formação dos Funcionários de Justiça (CFFJ).